# Келкхајм (Таунус)
Келкхајм (њем. Kelkheim) град је у њемачкој савезној држави Хесен. Једно је од 12 општинских средишта округа Мајн-Таунус. Према процјени из 2010. у граду је живјело 27.306 становника. Посједује регионалну шифру (AGS) 6436008.

## Географски и демографски подаци
Келкхајм се налази у савезној држави Хесен у округу Мајн-Таунус. Град се налази на надморској висини од 100–515 метара. Површина општине износи 30,6 km². У самом граду је, према процјени из 2010. године, живјело 27.306 становника. Просјечна густина становништва износи 891 становника/km².

## Међународна сарадња
| Мјесто    | Држава               | Врста сарадње | Од    |
| --------- | -------------------- | ------------- | ----- |
|           | Француска            | партнерство   | 1991. |
| Хај Виком | Уједињено Краљевство | партнерство   | 1986. |
| Извор     |                      |               |       |